# Alma-Art w Rzeszowie

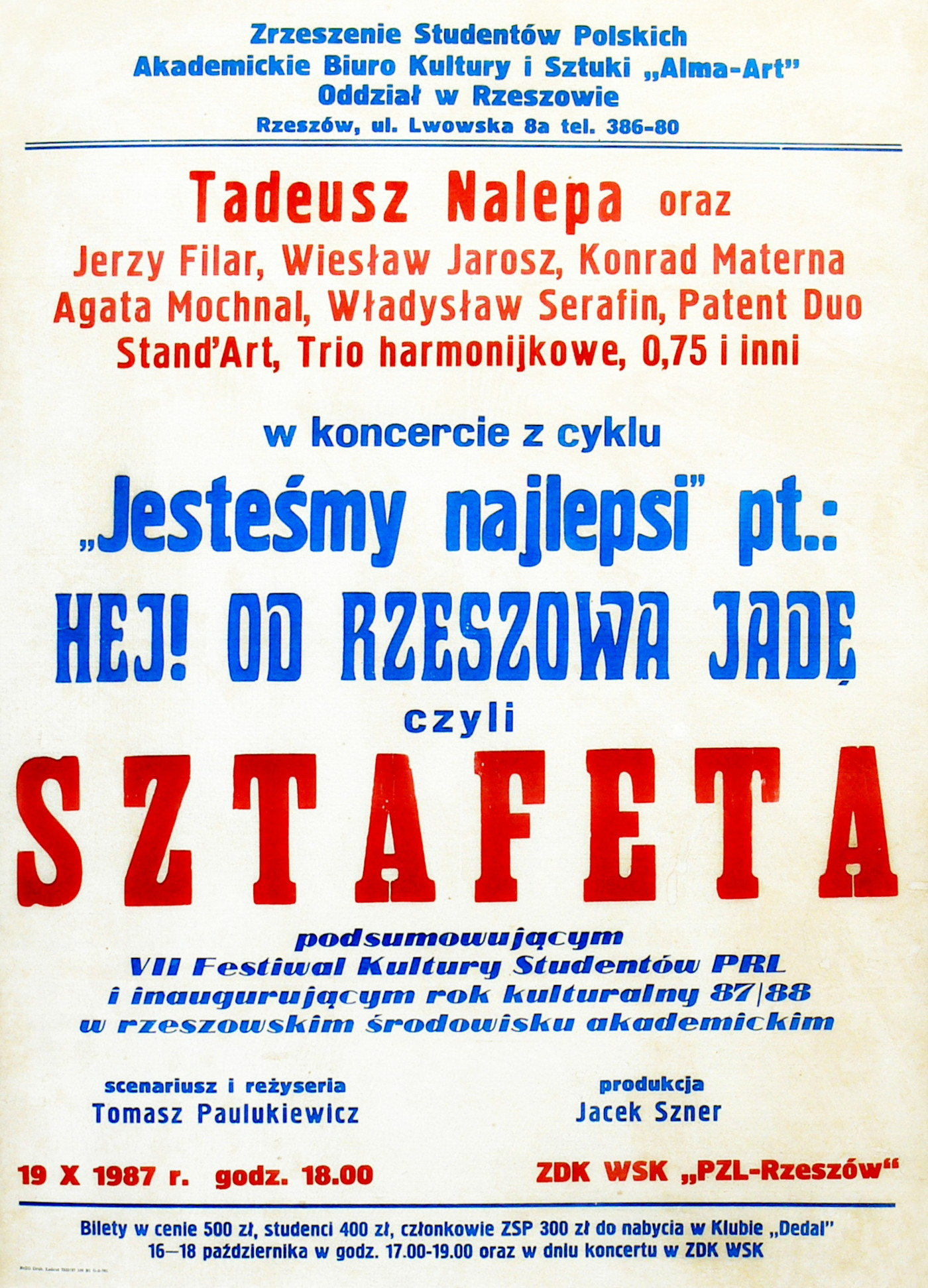
Afisz jednego z widowisk wyprodukowanych przez Alma-Art w Rzeszowie

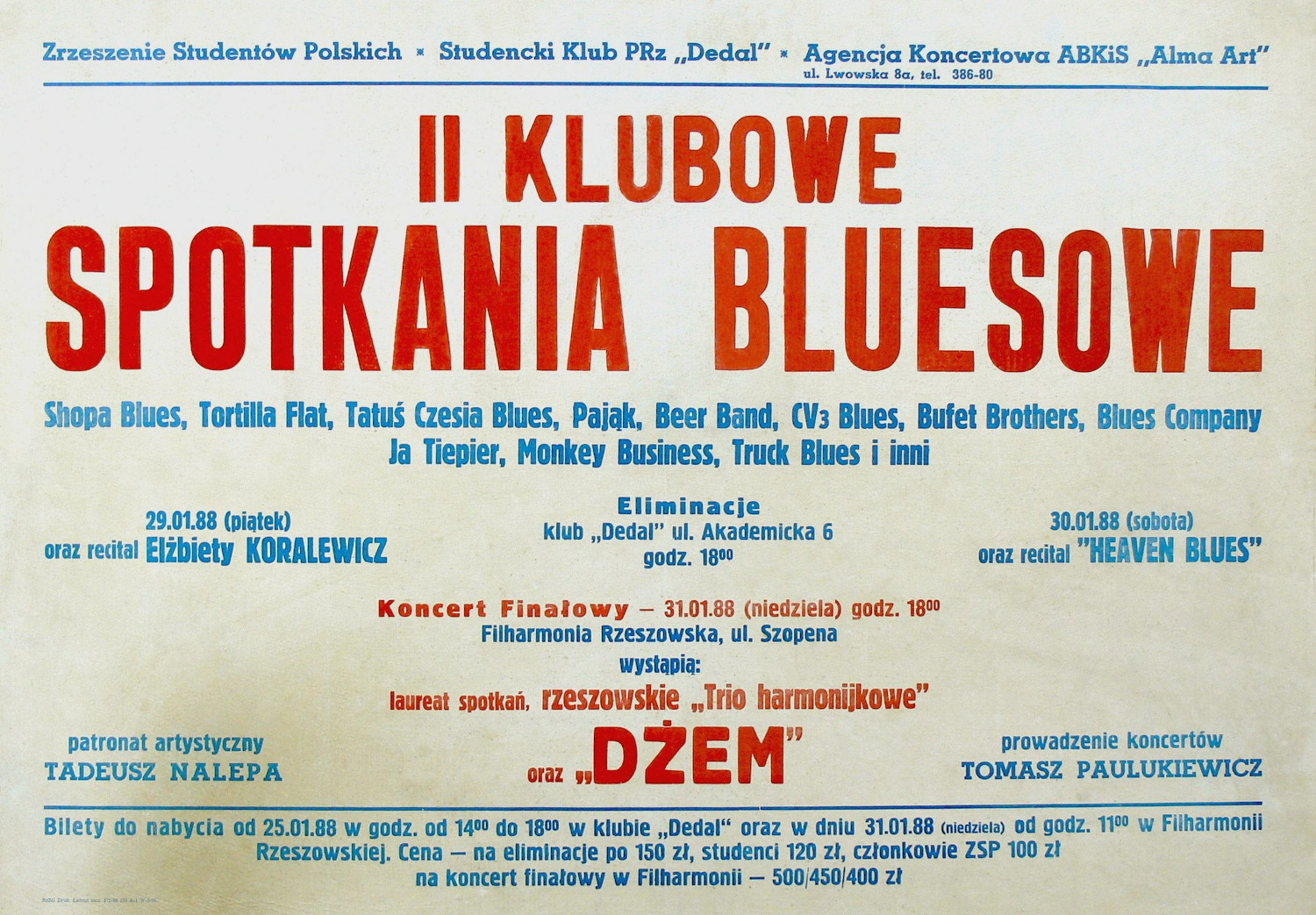
Afisz II Klubowych Spotkań Bluesowych

Alma-Art w Rzeszowie (wł. Akademickie Biuro Kultury i Sztuki ZSP „Alma-Art” Oddział w Rzeszowie)- jeden z 16 oddziałów Biura powołanego w 1984 roku przez Radę Naczelną ZSP, którego celem była działalność w sferze kultury studenckiej i niezależnej oraz organizacja imprez estradowych poza środowiskiem akademicki, konkurencyjna wobec monopolistycznych do tej pory instytucji państwowych.

## Powstanie i organizacja
Alma-Art w Rzeszowie został utworzony w 1985 roku przez twórców festiwalu Rock Galicja: Tomasza Paulukiewicza, Leszka Opiołę i Janusza Baryckiego.
Pierwszym dyrektorem był Wacław Skuba (1985). W latach 1985–1989 funkcję tę pełnił Janusz Barycki. Ze struktury Biura wyodrębniona została Agencja Koncertowa, której kierownikiem był Tomasz Paulukiewicz.
Alma-Art w Rzeszowie, mimo że był oddziałem Biura warszawskiego, to miał pełną autonomię programową, artystyczną i ekonomiczną. Swoją działalność samofinansował prowadząc działalność koncertową oraz komis instrumentów i sprzętu nagłaśniającego.

## Działalność programowa
Alma-Art w Rzeszowie w jakimś sensie był dużym klubem studenckim, mimo że nie miał swojej jednej siedziby i prowadził działalność w kilku klubach równocześnie („O to chodzi”, „Dedal”, „Labirynt”, „Pod Palmą”) oraz w salach koncertowych (ZDK „Mewa”, hala „Walter”, Filharmonia Rzeszowska), a także w Muzeum Okręgowym i Biurze Wystaw Artystycznych w Rzeszowie. Jednak spełniał w swoim środowisku taką samą rolę jak kluby studenckie „Hybrydy” i „Stodoła” w Warszawie czy „Pod Jaszczurami” i „Rotunda” w Krakowie.
Organizował cyklicznie imprezy m.in.: „Jazz w Galerii” (prezentacja kameralnych form jazzowych w BWA), wieczory bluesowe i ogólnopolskie Klubowe Spotkania Bluesowe, Prezentacje Młodego Teatru, Konfrontacje Kabaretowe „Kosa”, przegląd „Nowa Muzyka” (rockowa muzyka alternatywna), Poniedziałki Jazzowe, spektakle teatrów niezależnych (Akademia Ruchu, Provisorium, Totart i inne), występy największych gwiazd kabaretu lat 80. (Janusz Laskowik, Janusz Gajos, Andrzej Rosiewicz, Tadeusz Drozda i wielu innych), a także zespołów i wykonawców pieśni poetyckich oraz artystycznego i politycznego buntu.
Dla rzeszowskich twórców odbywały się cyklicznie przeglądy takie jak „Śpiewać każdy może”, „Turniej Młodych Talentów”, „Twoje 5 minut”, turnieje poetyckie.
W klubach studenckich organizowano pokazy filmów poza cenzurą.
Wokół Biura skupiło się wielu twórców związanych z Rzeszowem. Współpracowali z nim m.in. znany jazzman Witold Szczurek (Vitold Rek) i studencki bard Konrad Materna (laureat Studenckiego Festiwalu Piosenki w Krakowie i  Krajowego Festiwalu Piosenki Polskiej w Opolu).
Biuro było m.in. organizatorem retrospektywnej wystawa malarstwa Zdzisława Beksińskiego (w Muzeum Okręgowym w Rzeszowie). Była to jedna z dwóch indywidualnych wystawa malarskich
tego wybitnego artysty jakie odbyły się w Polsce w latach 80.   
Zorganizowano również  wystawę Grupy Krakowskiej (w Biurze Wystaw Artystycznych w Rzeszowie).
W owych latach Rzeszów był uważany, obok Warszawy czy Krakowa, za jeden z najważniejszych ośrodku kultury studenckiej w Polsce. Zaowocowało to m.in. zaproszeniem przedstawicieli środowiska rzeszowskiego do współorganizowania, przez kilka lat, świnoujskiej „FAMY”.
Twórcy i działacze skupienie wokół Alma-Art w Rzeszowie otrzymali w 1988 nagrodę Prezesa Rady Ministrów jako najaktywniejsze akademickie środowisko kulturalne w Polsce. Środowisko  zostało też wyróżnione przez organizatorów za aktywny udział w Festiwalu Artystycznym Młodzieży Akademickiej FAMA 1987. Na tym Festiwalu  nagrody indywidualne również zdobywali reprezentujący
Alma- Art w Rzeszowie: bard Konrad Materna, poeta Jacek Napiórkowski i animator Andrzej Paulukiewicz. Klub Alma-Art w Rzeszowie „Pod Palmą” jako najlepszy w kraju zdobył laur „Czerwonej Róży” w 1987 roku. Do finału tego ogólnopolskiego  konkursu docierały też inne alma-artowskie kluby: „Labirynt”, „Oto chodzi” i „Dedal”.
Z ramienia  Alma-Art klubami studenckimi zajmowali się Andrzej Paulukiewicz i Aleksander Gawlikowski. Działali w nich m.in. Jacek Szarek i Janusz Wołcz. Teatrami studenckimi zajmowała się Jadwiga Ryba.

## Agencja Koncertowa
Organizowała imprezy estradowe na terenie całego kraju.
Sprawowała również opiekę artystyczną i impresaryjną nad zespołami Rzeszowskiej Sceny Rockowej: One Million Bulgarians, 1984, Wańka Wstańka, Aurora. Dołączyło do nich ustrzyckie KSU, które Agencja objęła opieką impresaryjną w roku 1986.
Grupy te brały udział jako gwiazdy w najważniejszych festiwalach i przeglądach muzycznych, a ich utwory regularnie grane były przez ogólnopolskie programy radiowe (Program III PR i Rozgłośnię Harcerską). Rzeszowska Scena Rockowa uważana była, w owych latach, obok warszawskiej i trójmiejskiej, za najważniejsze środowisko muzyczne w Polsce.
Według Roberta Brylewskiego (Armia, Izrael): „stolica przeniosła się na moment do Rzeszowa”, a Krzysztof Grabowski (Dezerter) stwierdził, że „zespoły te zawojowały całą Polskę”.
Młodzi rzeszowscy rockmani byli w środowisku akademicki, nie tylko aktywnymi uczestnikami, ale i współtwórcami i współkreatorami imprez i działań artystycznych czy happeningowych daleko odbiegających od ich rockowych korzeni.
Dwa wydarzenie mają szczególny charakter w historii Agencji Koncertowej.
Pierwsze z nich to Festiwal w Jarocinie w roku 1987, w którym wzięło udział większość zespołów związanych z Agencją: Wańka Wstańka, 1984, Aurora i One Million Bulgarians.
Natomiast w roku 1988 pod nazwą „Młoda Polska” Agencja zorganizowała dwie trasy koncertowe swoich zespołów w ZSRR, po terenie zachodniej Ukrainy. Wzięły w niej udział m.in. KSU, Wańka Wstańka i One Million Bulgarians. Były to jedyne koncerty polskich zespołów grających rock alternatywny, wywodzący się z nurtu muzyki punk, w ZSRR. Twórcami tych bezprecedensowego imprez byli Janusz Barycki, Leszek Opioła i Tomasz Paulukiewicz.
Z Agencją Koncertową związany był Tadeusz Nalepa. Brał udział w widowiskach przez nią  organizowanych, patronował cyklicznej imprezie „Klubowe Spotkanie Bluesowe”, a także prowadził warsztaty dla muzyków związanych z Alma-Art w Rzeszowie.
Agencja Koncertowa zorganizowała także kilka głośnych, w owym czasie w Rzeszowie i kraju, widowisk i spektakli. Jak np. „Breakout wraca do domu”, „Sztafeta” (prezentacja na jednym koncercie znanych twórców wywodzących się z Rzeszowa oraz ich rozpoczynających dopiero karierę młodszych kolegów) czy "Alma Żart” (całodzienna, multimedialna impreza, na dwóch scenach i w holu Filharmonii Rzeszowskiej).
W Agencja Koncertowej pracowali Tomasz Paulukiewicz, Leszek Opioła, Jacek Szner, Ewa Walicka i Rosanna Książek.

## Rozwiązanie Alma-Art
ABKiSZ ZSP Alma-Art decyzją Rady Naczelnej ZSP został rozwiązany w całym kraju w 1989 r.

## Informacje dodatkowe
W związku z działalnością w sferze kultury niezależnej przeciwko niektórym pracownikom Alma-Art w Rzeszowie Służba Bezpieczeństwa prowadziła działania operacyjne, byli oni również z tego powodu karani przez Kolegia do spraw wykroczeń.